# Annabelle (hortensia)
Hydrangea arborescens 'Annabelle', ook wel kortweg aangeduid als 'Annabelle', is een struik uit het geslacht hortensia (Hydrangea). De bladeren zijn lichtgroen en voelen zacht aan.
Ze bloeit in grote bolvormige samengestelde bloeiwijzen, die in juni-augustus verschijnen; deze zijn wit met een zweem van limoengroen. De bloeiwijzen zijn eigenlijk te zwaar voor de relatief zwakke stengels, zodat vaak steun nodig is. Flinke snoei in het voorjaar bevordert het vormen van grote bloeiwijzen; wordt minder gesnoeid dan zullen er meer, maar kleinere bloeiwijzen verschijnen, wat de stevigheid ten goede komt. Een Britse kweker claimt een "superannabelle" met nog grotere bloemen en - niet onbelangrijk - steviger stengels. Deze is verkrijgbaar onder de rasnaam 'Strong Annabelle' syn. 'Incrediball'. 
Zoals de meeste hortensia's wortelt ook 'Annabelle' vrij oppervlakkig en heeft een grote behoefte aan vocht. De struik doet het goed in de volle zon, mits aan de waterbehoefte voldaan wordt en kan in de halfschaduw met wat minder toe. 'Annabelle' staat in de tuin vaak in vakken omzoomd door haagjes van buxus of taxus. Dit geeft een contrast met de donkergroene haag die tevens tot steun dient.
Hydrangea arborescens groeit van oorsprong in het zuiden en midden-westen van de Verenigde Staten, in gebergte en op heuvels, in de buurt van water.